# مسجد الحاج محمد
مسجد الحاج محمد أحد مساجد بروناي .

## الموقع
يقع مسجد الحاج محمد في كامبونج سونغاي طرب باو على مشارف مدينة بندر سري بكاوان عاصمة بروناي .

## البناء
تم البدء في بناء مسجد الحاج محمد في الثالث عشر من شهر أبريل من عام 1994، وأكملت البناء في الثلاثين من شهر مايو من عام 1995، وبلغت مجموع نفقات بناء المسجد 2،655،000.00 دولار.

## استيعاب المسجد
لمسجد الحاج محمد قدرة استيعابية تقدر بحوالي 900 مصلي في وقت واحد، يمكن للناس والمصلين زيارة المسجد والوصول اليه عن طريق البر والنهر .